# Tetratoma cyanoptera
Tetratoma cyanoptera là một loài bọ cánh cứng trong họ Tetratomidae. Loài này được Champion mô tả khoa học đầu tiên năm 1924.